# Maimuna (violinista)
Maimuna Amadu Murasjko (en bielorruso: Маймуна Амаду Мурашка, y en ruso: Маймуна Амаду Мурашко; Leningrado, Unión Soviética, 28 de mayo de 1980), conocida profesionalmente como Maimuna, es una violinista bielorrusa que, junto a Uzari, representó a Bielorrusia en el Festival de la Canción de Eurovisión 2015 con la canción «Time».

## Biografía
Maimuna nació el 28 de mayo de 1980 en Leningrado, RSFSR, Unión Soviética (ahora San Petersburgo, Rusia) de una madre bielorrusa y un padre malí. Cuando tenía una corta edad, su familia se mudó a Malí. Sin embargo, al no ser capaces de adaptarse al clima, Maimuna se trasladó a Bielorrusia junto a su abuela, donde se crio.

## Carrera
Maimuna participó en una severa competición que la hizo alzar su carrera en 1990 la competición "Young Virtuoso" en Kiev (Ucrania) y en el 1996 en la competición "Música de Esperanza".

### Festival de la Canción de Eurovisión 2015
El 5 de diciembre de 2014, Maimuna fue anunciada como una de las participantes del Eurofest 2015 junto con Uzari con la canción Time ganando la competición con 76 puntos quedando en tercer puesto del televoto y primer puesto de los tres jurados profesionales el 26 de diciembre de 2014. En consecuencia, representaron a Bielorrusia en el Festival de la Canción de Eurovisión 2015, no logrando el pase a la final al obtener la decimosegunda posición en la primera semifinal del certamen.